# Gérard Ier de Paris
Gérard Ier de Paris est un comte de Paris, mort en 779. Il est le fondateur de la Maison des Girardides.

## Biographie
Selon diverses sources[réf. nécessaire], il aurait épousé Rotrude, une fille de Carloman, fils de Charles Martel. De cette union sont nés :  
- Le comte Étienne de Paris (v.754-†811/815) ;
- Le comte Leuthard Ier de Paris (?-813) ;
- Le comte Bégon de Paris (?-816) ;
- Bara ou Bava ou Ava de Morvois d'Alsace (780-839)[2].

Son fils Étienne de Paris lui succède au titre de comte de Paris.